# Propagulo

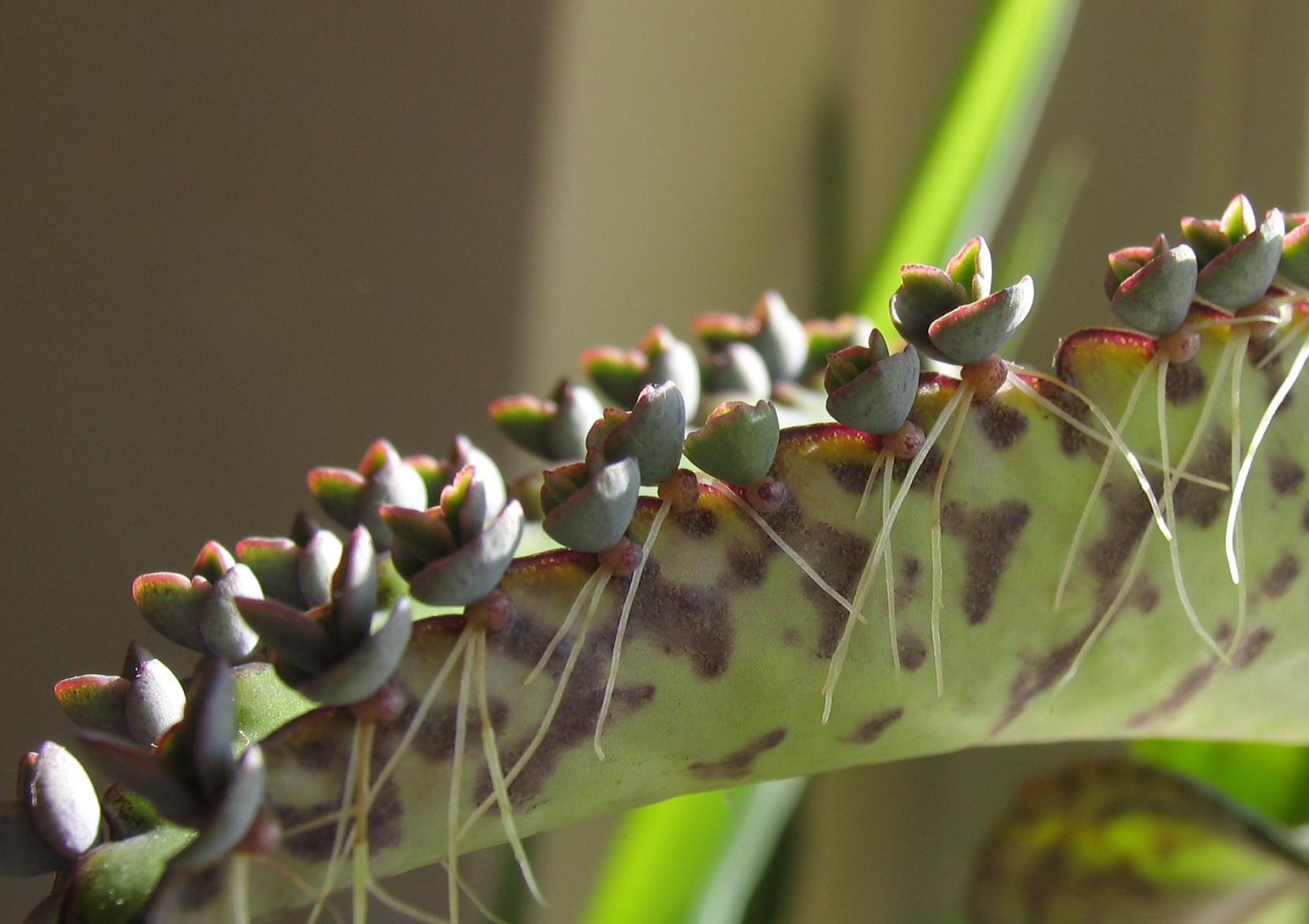
Propaguli sul bordo di una foglia di Kalanchoe

In biologia il propagulo, anche detto propagolo, è un elemento di organismi quali le piante, i funghi, o i batteri, capace di svilupparsi separatamente per dare vita a un nuovo organismo identico a quello da cui deriva. Esso rappresenta quindi il mezzo tramite il quale si attua la riproduzione o la propagazione biologica.
Prodotti asessualmente, i propaguli possono essere pluricellulari (ad esempio, le gemme, i bulbi, i tuberi) oppure unicellulari (come le spore).
Nel regno vegetale, oltre alla riproduzione sessuale realizzata attraverso i semi, esiste pure una riproduzione agamica che usa varie forme di propaguli per generare una nuova pianta. La cosiddetta "propagazione vegetativa" consiste in una serie di tecniche agronomiche che utilizzano parti di pianta come le radici, i fusti e le foglie per ottenere dei cloni. La micropropagazione è un altro esempio di riproduzione agamica che sfrutta propaguli altamente meristematici come le radici o le gemme.